# Ripogonum
Ripogonum — рід квіткових рослин, приурочений до східної Австралії, Нової Зеландії та Нової Гвінеї. До недавнього часу цей рід входив до родини Smilacaceae, а раніше до Liliaceae, але тепер він був виділений у власну родину Ripogonaceae (іноді Rhipogonaceae). Як і більшість видів близькоспоріднених Smilacaceae, більшість видів Ripogonum є деревними ліанами. Відмінності Ripogonum від Smilacaceae включають відсутність прилистків, рильце вологе, а не сухе, його насіння та листя містять крохмаль, а запобіжні клітини містять олію.

## Опис
Шість видів Ripogonum є багаторічними рослинами, або ліанами, або чагарниками. Прилистків немає. Стебла можуть мати колючки. Австралійські види двостатеві; інші одностатеві. Окремі квітки мають шість білих або блідо-зелених або жовтих пелюсток оцвітини. Плід — ягода з кількома коричневими насінням.
Найближчі, філогенетично, родини:

|  | Smilacaceae                                                   |
|  |                                                               |
|  | \| \| Ripogonaceae \| \| \| \| \| \| Philesiaceae \| \| \| \| |
|  |                                                               |
|  | Ripogonaceae                                                  |
|  |                                                               |
|  | Philesiaceae                                                  |
|  |                                                               |

|  | Ripogonaceae |
|  |              |
|  | Philesiaceae |
|  |              |

|  | Smilacaceae                                                   |
|  |                                                               |
|  | \| \| Ripogonaceae \| \| \| \| \| \| Philesiaceae \| \| \| \| |
|  |                                                               |
|  | Ripogonaceae                                                  |
|  |                                                               |
|  | Philesiaceae                                                  |
|  |                                                               |

|  | Ripogonaceae |
|  |              |
|  | Philesiaceae |
|  |              |

## Види
- Ripogonum album R.Br.
- Ripogonum brevifolium Conran & Clifford
- Ripogonum discolor F.Muell.
- Ripogonum elseyanum F.Muell.
- Ripogonum fawcettianum F.Muell. ex Benth.
- Ripogonum scandens J.R.Forst. & G.Forst.

## Використання
Деякі види цього роду використовуються корінними народами для будівництва кошиків, мотузок і рибних пасток. В Австралії та Новій Зеландії ягоди Ripogonum є відомими продуктами харчування для деяких видів ссавців і птахів.
Ripogonum scandens має волокнистий корінь, багатий крохмалем і використовується як ароматизатор для пива. Відомий у маорі Нової Зеландії концентрований відвар кореня заспокійливо діє на горло. Його також використовували для лікування кишкових захворювань, гарячки, ревматизму та шкірних захворювань. Їстівна невелика ягода суха і несмачна, але варені молоді пагони, як повідомляється, мають смак свіжої зеленої квасолі.